# 大森理生
大森 理生（おおもり りお、2002年7月21日 - ）は、東京都武蔵村山市出身のプロサッカー選手。Jリーグ・FC今治所属。ポジションはディフェンダー。
同じくプロサッカー選手で水戸ホーリーホック所属の大森渚生は実兄。

## 来歴
FC東京の下部組織出身で小学生の時から在籍し、2019年には2種登録選手されJ3リーグで21試合に出場。
2021年よりトップチームに昇格。11月6日、第35節の横浜F・マリノス戦で途中出場。J1デビューを果たした。
2021年12月29日、FC琉球へ育成型期限付き移籍することが発表された。
2022年12月18日、大宮アルディージャへ育成型期限付き移籍することが発表された。
2023年12月21日、いわきFCへ育成型期限付き移籍することが発表された。
2024年12月24日、FC今治へ育成型期限付き移籍することが発表された。

## 所属クラブ
- JACPA東京FC
（FC東京サッカースクール アドバンスクラス アミノバイタル/小平コース）
- FC東京U-15むさし
- FC東京U-18
  - 2019年 - 2020年 FC東京（2種登録選手）
- 2021年 -  FC東京
  - 2022年  FC琉球（育成型期限付き移籍）
  - 2023年  大宮アルディージャ（育成型期限付き移籍）
  - 2024年   いわきFC（育成型期限付き移籍）
  - 2025年   FC今治（育成型期限付き移籍）

## 個人成績
| 国内大会個人成績 | 国内大会個人成績 | 国内大会個人成績 | 国内大会個人成績 | 国内大会個人成績 | 国内大会個人成績 | 国内大会個人成績 | 国内大会個人成績 | 国内大会個人成績 | 国内大会個人成績 | 国内大会個人成績 | 国内大会個人成績 |
| 年度             | クラブ           | 背番号           | リーグ           | リーグ戦         | リーグ戦         | リーグ杯         | リーグ杯         | オープン杯       | オープン杯       | 期間通算         | 期間通算         |
| 年度             | クラブ           | 背番号           | リーグ           | 出場             | 得点             | 出場             | 得点             | 出場             | 得点             | 出場             | 得点             |
| 日本             | 日本             | 日本             | 日本             | リーグ戦         | リーグ戦         | リーグ杯         | リーグ杯         | 天皇杯           | 天皇杯           | 期間通算         | 期間通算         |
| ---------------- | ---------------- | ---------------- | ---------------- | ---------------- | ---------------- | ---------------- | ---------------- | ---------------- | ---------------- | ---------------- | ---------------- |
| 2019             | F東23            | 53               | J3               | 21               | 0                | -                | -                | -                | -                | 21               | 0                |
| 2021             | FC東京           | 34               | J1               | 1                | 0                | 4                | 0                | 1                | 0                | 6                | 0                |
| 2022             | 琉球             | 28               | J2               | 22               | 1                | -                | -                | 1                | 0                | 23               | 1                |
| 2023             | 大宮             | 34               | J2               | 9                | 0                | -                | -                | 2                | 0                | 11               | 0                |
| 2024             | いわき           | 34               | J2               | 35               | 2                | 2                | 0                | 2                | 0                | 39               | 2                |
| 2025             | 今治             | 16               | J2               |                  |                  |                  |                  |                  |                  |                  |                  |
| 通算             | 日本             | 日本             | J1               | 1                | 0                | 4                | 0                | 1                | 0                | 6                | 0                |
| 通算             | 日本             | 日本             | J2               | 57               | 3                | 2                | 0                | 3                | 0                | 62               | 3                |
| 通算             | 日本             | 日本             | J3               | 21               | 0                | -                | -                | -                | -                | 21               | 0                |
| 総通算           | 総通算           | 総通算           | 総通算           | 79               | 3                | 6                | 0                | 4                | 0                | 89               | 3                |

出場歴
- Jリーグ初出場 - 2019年5月5日 J3第8節

セレッソ大阪U-23戦 (味の素フィールド西が丘)
- Jリーグ初得点 - 2022年7月6日 J2第25節 いわてグルージャ盛岡戦 (いわぎんスタジアム)

- 2019年・2020年は2種登録選手。2020年は2種登録選手としての公式戦出場無し。

## タイトル
FC東京U-18
- 高円宮杯 JFA U-18サッカープリンスリーグ関東（2019年）

個人
- ワールドポテンシャル賞（第21回東京都クラブユースサッカーU-17選手権大会）（2020年）

## 代表歴
- U-17日本代表
  - JENESYS2018日メコン U-17サッカー交流大会（2018年）
- U-18日本代表
  - コパ・デル・アトランティコ（2020年）